# Južnoaltajski jezik
Južnoaltajski jezik (altajski, ojrotski; oirot, oyrot; ISO 639-3: alt), sjevernoturkijski jezik, altajska porodica, kojim govori 20 000 ljudi (1993 J. Janhunen) u Gornjoaltajskoj AO blizu granice Mongolije i Kine, Rusija. Različit je od sjevernoaltajskog [atv], koji se naziva i telengit. 
Ima nekoliko dijalekata: altajski (vlastiti, altai-kizhi, altaj kizi, maina-kizhi, južnoaltajski), talangit (talangit-tolos, chuy). Piše se ruskim i mongolskim pismom.

## Vanjske poveznice
- Ethnologue (14th)
- Ethnologue (15th)